# Andreas Wilhelm (Dirigent)
Andreas Wilhelm (* 3. Februar 1947 in Hainsberg) ist ein deutscher Dirigent und Pianist.

## Leben und Wirken
Andreas Wilhelm erhielt seine erste musikalische Bildung im Elternhaus. Die Mutter war als Konzertsängerin tätig, der Vater übernahm den ersten Klavierunterricht. In der Kapellmeisterklasse von Rudolf Neuhaus an der Hochschule für Musik Carl Maria von Weber Dresden wurde er von 1965 bis 1970 ausgebildet. Mit dem Thema seiner Diplomarbeit „Die frühen Ballette von Igor Strawinsky ( Der Feuervogel, Petruschka, Le Sacre du printemps)“ erlangte er sein Staatsexamen mit Auszeichnung. Schon ein Jahr später, 1971, wirkte er mit einem ersten Operndirigat an der Staatsoper Dresden in Die Schule der Frauen von Rolf Liebermann. Es folgten Bastien und Bastienne, Der Schauspieldirektor, Die lustigen Weiber von Windsor, Die verkaufte Braut, Hänsel und Gretel, Madame Butterfly, Schwanensee  und Die Kluge (siehe Opern- und Konzertrepertoire). Im Jahr 1971 begann auch Wilhelms Lehrauftrag für Korrepetition an der Hochschule für Musik Carl Maria von Weber Dresden, den er bis 1995 mit wenigen Unterbrechungen ausübte. Von 1970 bis 1972 sammelte er zugleich fachliche Erfahrungen als Pianist und Cembalist im Orchester von Kurt Masur bei den Dresdner Philharmonikern. Ab 1974 war er am Brandenburger Theater I. Kapellmeister und ab 1978 Musikalischer Oberleiter.  1984 ernannte Hans-Joachim Hoffmann, Minister für Kultur der DDR, Andreas Wilhelm zum Musikdirektor. 1986 wurde er Chefdirigent des Philharmonischen Orchesters und Musikalischer Oberleiter des Kleist-Theaters Frankfurt (Oder).  Erste Gastdirigate, Hoffmanns Erzählungen und Die Kluge, führten ihn 1990 an die Deutsche Staatsoper Berlin. Anfang der 1990er Jahre dirigierte er Konzerte mit dem Stuttgarter Kammerorchester, dem Philharmonischen Orchester Frankfurt/Main, dem Karlsruher Kammerorchester und anderen. Neben seiner dirigentischen Tätigkeit tritt Andreas Wilhelm als Pianist in der Kammermusik auf (Klavier-Trio, Kammermusikabende mit verschiedenen Besetzungen, Liederabende).  Wilhelms besonderes Engagement in den Jahren von 2008 bis 2016 gilt den Einspielungen aller Werke für Cembalo von Johann Sebastian Bach für eine CD-Edition.  Er lebt und arbeitet als Klavierlehrer in Berlin.

## Auszeichnungen
- 1971 Weberpreisträger beim Wettbewerb für Orchesterdirigenten in Dresden
- 1973/74 Auszeichnung mit dem Mendelssohn-Stipendium des Ministeriums für Kultur (DDR)
- 1988 Auszeichnung mit der Carl-Philipp-Emanuel-Bach-Medaille zum 200. Todestag C. PH. E. Bachs am 14. Dezember 1988 vom Rat der Stadt Frankfurt (Oder)
- 1989 Stipendium der Internationalen Brahms-Gesellschaft Baden-Baden

## Opern- und Konzertrepertoire
- Opernrepertoire Wolfgang Amadeus Mozart: Bastien und Bastienne, Der Schauspieldirektor, Die Hochzeit des Figaro, Cosi fan tutte, Die Zauberflöte. Carl Maria von Weber: Der Freischütz. Albert Lortzing: Der Wildschütz, Zar und Zimmermann, Der Waffenschmied. Gaetano Donizetti: Don Pasquale. Pjotr Tschaikowski: Eugen Onegin, Schwanensee. Giuseppe Verdi: La Traviata, Der Troubadour, Rigoletto, Don Carlos. Giacomo Puccini: La Boheme, Madame Butterfly, Der Mantel. Ferruccio Busoni: Arlecchino oder Die Fenster. Otto Nicolai: Die lustigen Weiber von Windsor. Bedřich Smetana: Die verkaufte Braut. Antonín Dvořák: Rusalka. Engelbert Humperdinck: Hänsel und Gretel. Carl Orff: Die Kluge. Rolf Liebermann: Die Schule der Frauen. Kurt Schwaen: Das Spiel vom Dr. Faust (UA). Georges Bizet: Carmen. Eugen d’Albert: Tiefland. Christoph Willibald Gluck: Orpheus und Eurydike. Jacques Offenbach: Hoffanns Erzählungen.
- Konzertrepertoire Joseph Haydn: Sinfonie Nr. 82, 88, 92, 93-104. Wolfgang Amadeus Mozart: Haffner, Linzer, Es-Dur KV 543. g-Moll KV 550, Jupiter. Ludwig van Beethoven: Sinfonie Nr. 1-9. Franz Schubert: Sinfonie Nr. 2-8. Robert Schumann: Sinfonie Nr. 1-4. Johannes Brahms: Sinfonie Nr. 1-4. Felix Mendelssohn Bartholdy: Sinfonie Nr. 3, Schottische, Sinfonie Nr. 4. Italienische. Antonín Dvořák: Sinfonie Nr. 5-8, Sinfonie Nr. 9 Aus der Neuen Welt. Pjotr Tschaikowski: Sinfonie Nr. 3-6. Max Reger: Mozart-Variationen. Anton Bruckner: Sinfonie Nr. 1–4, 6. Gustav Mahler: Sinfonie Nr. 1,4. Jean Sibelius: Sinfonie Nr. 1-4, 7. Sergei  Prokofjew: Sinfonie Nr. 1, 5, 7. Dmitri  Schostakowitsch: Sinfonie Nr. 1, 5, 6, 9, 12. Paul Hindemith: Sinfonie Mathis der Maler, Sinfonische Metamorphosen. Arthur Honegger: Sinfonie Nr. 2, 3. Igor Strawinsky: Feuervogel, Petruschka, Jeu de cartes, Sinfonie in 3 Sätzen. Hanns Eisler: Kleine Sinfonie, Fünf Orchesterstücke. Ernst Hermann Meyer: Serenata pensierosa. Kurt Schwaen: Variationen für Streichorchester. Gerhard Rosenfeld: Offenbach-Eskapaden (UA). Jan Hanuš: Notturni di Praga. Siegfried Matthus: Oboenkonzert, Die Windsbraut.